# Eriogonum austrinum
Eriogonum austrinum là một loài thực vật có hoa trong họ Rau răm. Loài này được (S.Stokes) Reveal mô tả khoa học đầu tiên năm 1968.